# Javols
Javols (okcitán nyelven Jàvols) korábbi község Franciaország déli részén, Lozère megye északnyugati részén, a Peyre-vidéken. A római időszakban itt állt Anderitum város romjairól híres. 2011-ben 332 lakosa volt.
2017. január 1-jén öt másik korábbi községgel egyesült és az így létrejött Peyre en Aubrac új község része lett.

## Fekvés
Javols Aumont-Aubractól 7 km-re délkeletre fekszik, mintegy 1000 méteres tengerszint feletti magasságban. 31 km²-es közigazgatási területe 931–1117 m-es magasságban terül el. A falu a Truyère-be (mely a község keleti határát alkotja) ömlő Triboulin patak partján fekszik. A község területének 20%-át (639 hektár) erdő borítja.
Számos szórványtelepülés tartozik hozzá, a jelentősebbek Le Cheylaret, Longuesagne, Aubigeyrettes, La Bessière, Orbagnac, Volpillac, Tiracols.
Közigazgatásilag határos Aumont-Aubrac (nyugatról), Rimeize és Fontans (északról), Serverette és Ribennes (keletről), valamint Saint-Sauveur-de-Peyre (délről) községekkel.

## Történelem
A Római Birodalom idején a gabalok (egy gall törzs) fő települése (Civitas Gabalum) állt itt. A rómaiak Anderitumnak nevezték a várost, mely a Gabalitanus pagus néven ismert terület (a későbbi Gévaudan fővárosa volt. A mai település is a gabalokról kapta a nevét.
A 17. században még megvolt a rómaiak által kiépített patakmenti sétány és az erődrendszer. A régészeti ásatások 1828-ban kezdődtek és napjainkban is tartanak. Az ásatások során többek között egy 1,8 m magas Bacchus-szobrot is feltártak. A leleteket a régészeti múzeum őrzi. A faluban erdészeti szakiskola is működik.

### Demográfia
| Év   | Lakosság |
| ---- | -------- |
| 1793 | 1100     |
| 1800 | 840      |
| 1806 | 1112     |
| 1821 | 1018     |
| 1831 | 1169     |
| 1836 | 1054     |
| 1841 | 1008     |
| 1846 | 1017     |
| 1851 | 989      |
| 1856 | 1102     |
| 1861 | 986      |
| 1866 | 1003     |
| 1872 | 1008     |

| Év   | Lakosság |
| ---- | -------- |
| 1876 | 1025     |
| 1881 | 1102     |
| 1886 | 1141     |
| 1891 | 1154     |
| 1896 | 1103     |
| 1901 | 1150     |
| 1906 | 1036     |
| 1911 | 1030     |
| 1921 | 947      |
| 1926 | 884      |
| 1931 | 957      |
| 1936 | 771      |
| 1946 | 683      |

| Év   | Lakosság |
| ---- | -------- |
| 1954 | 511      |
| 1962 | 524      |
| 1968 | 446      |
| 1975 | 431      |
| 1982 | 289      |
| 1990 | 240      |
| 1999 | 277      |
| 2010 | 331      |

## Látnivalók
- Régészeti múzeum
- A római város feltárt részei (nekropolisz, színház, fürdő, római templom alapjai).
- Római katolikus templom (1895-ben épült
- Régi malmok
- Rou de Cougobre
- Szűz Mária szobra a falu felett
- Dolmen de l’Hermet - 2 kilométerre a falutól
- Du Barry-kastély

## Képtár

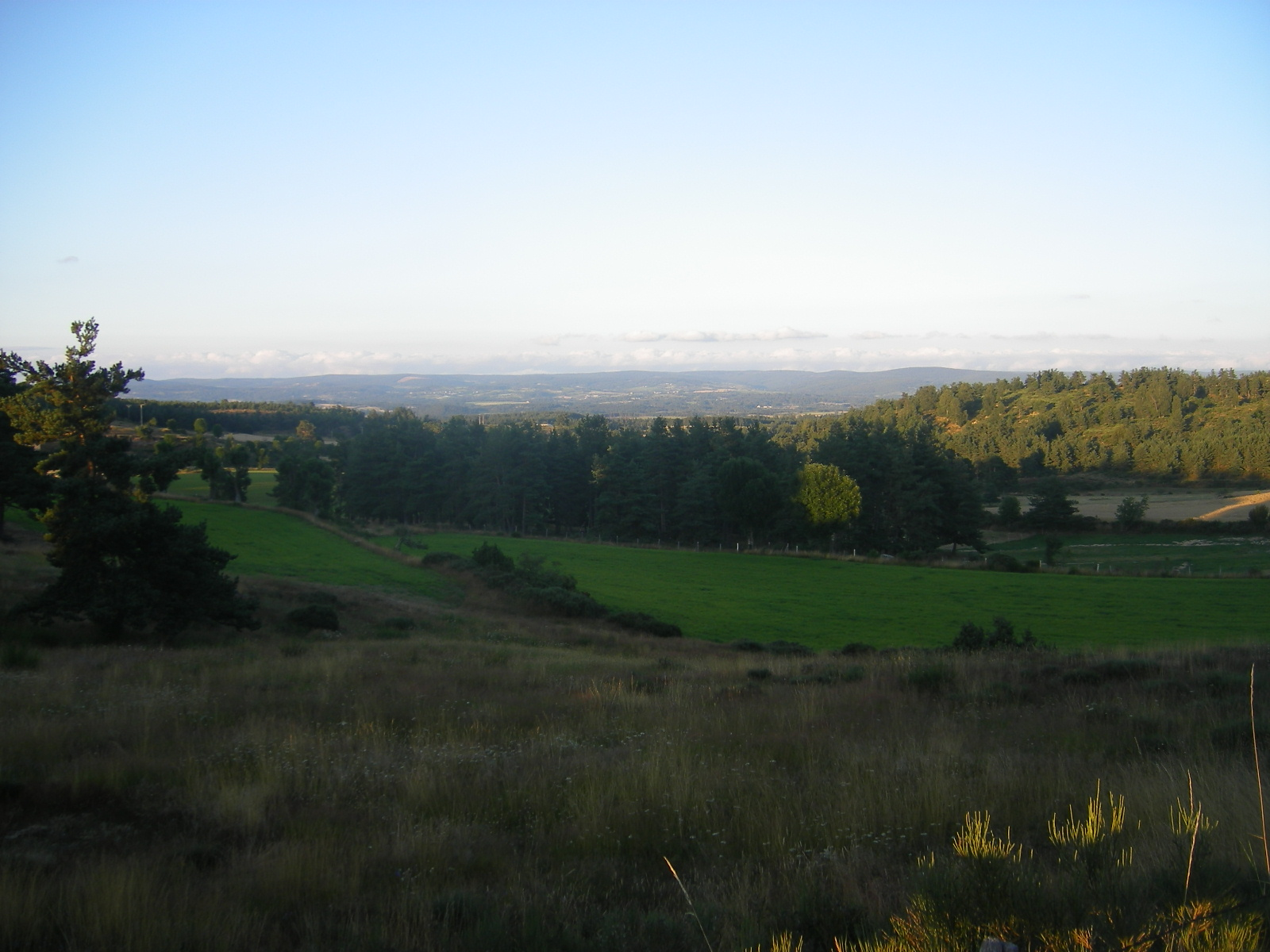
Tájkép Aumont-Aubrac és Javols között
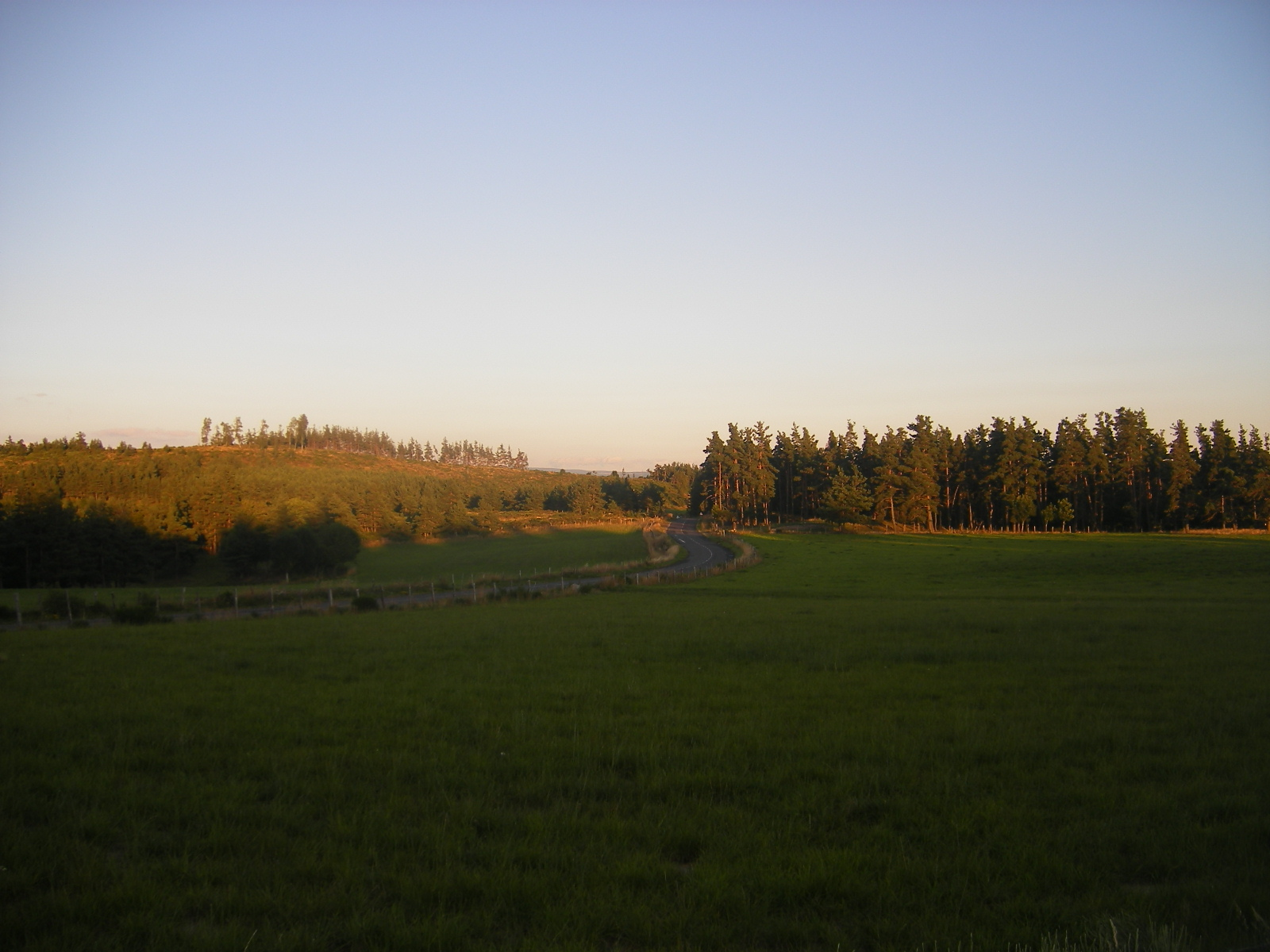
Tájkép Aumont-Aubrac és Javols között
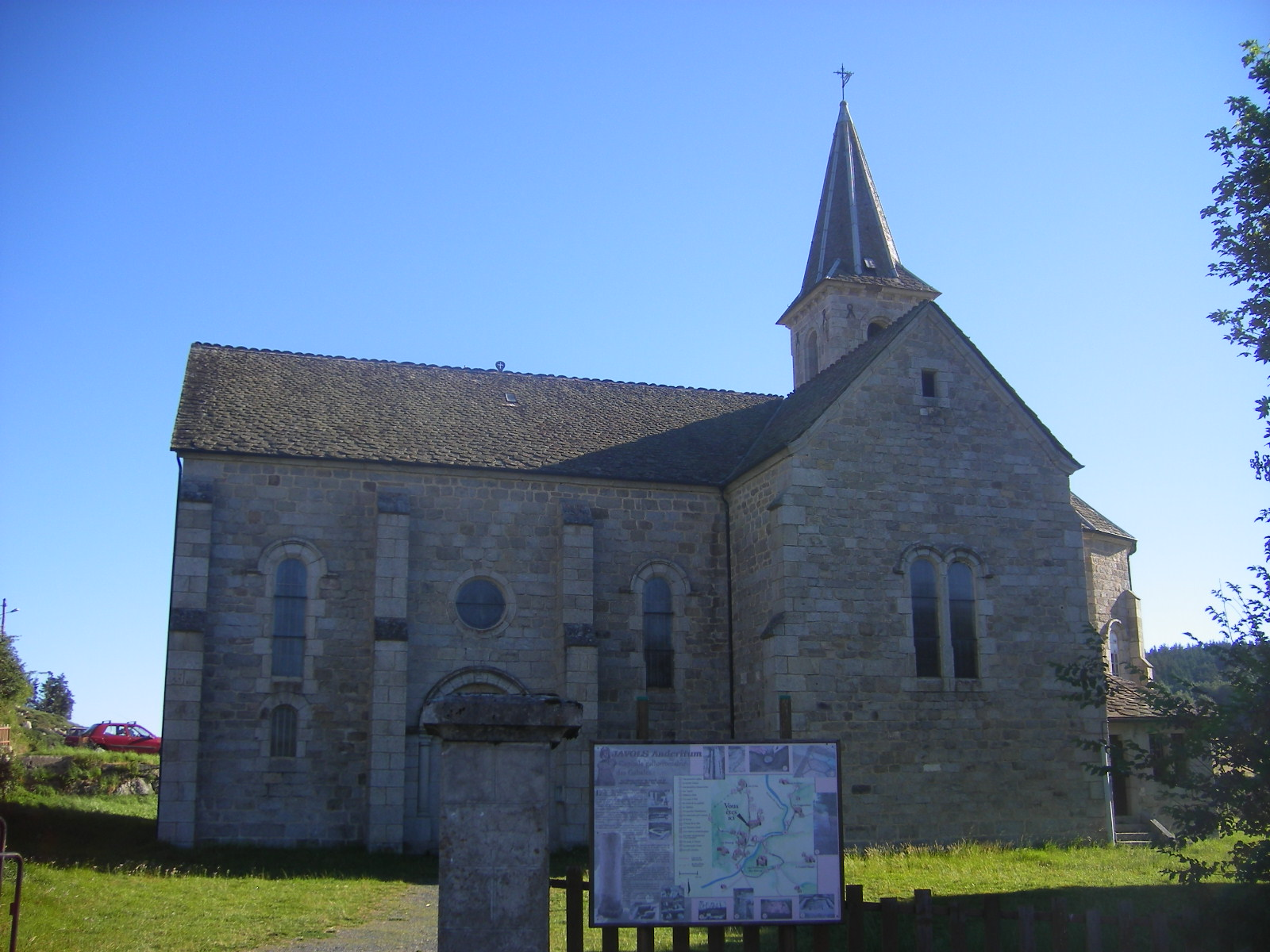
Javols - templom
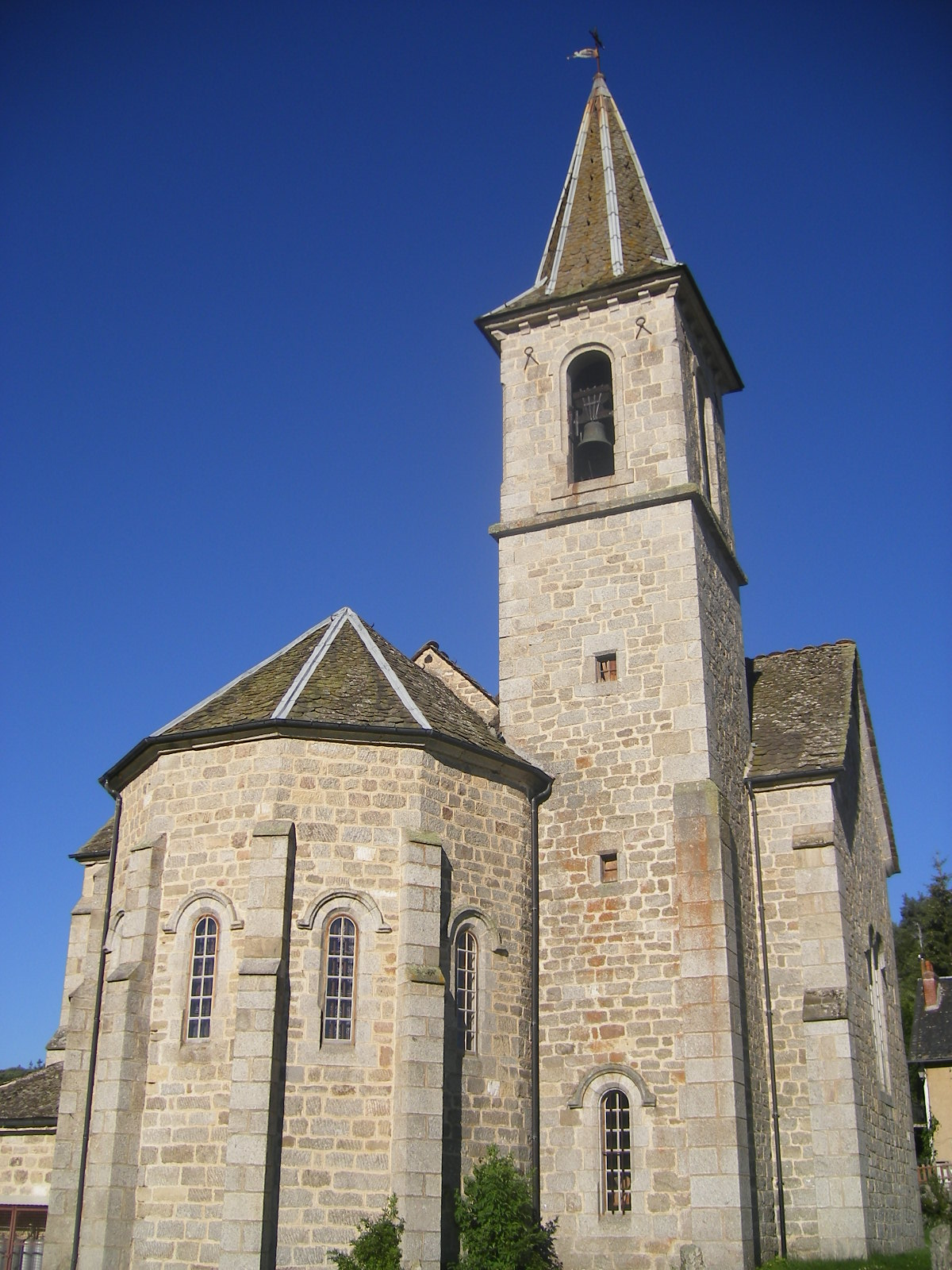
Javols - templom
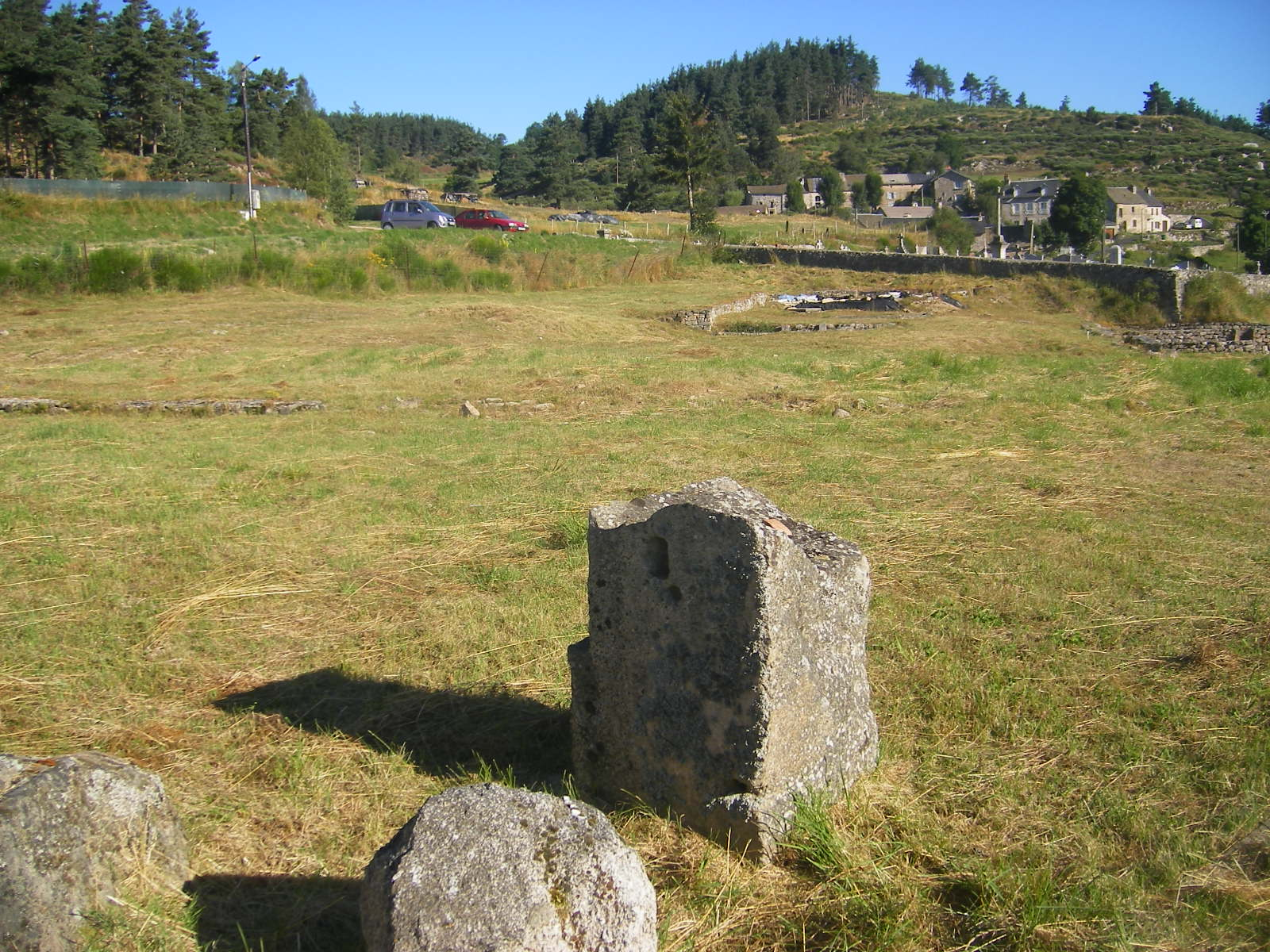
Anderitum romjai
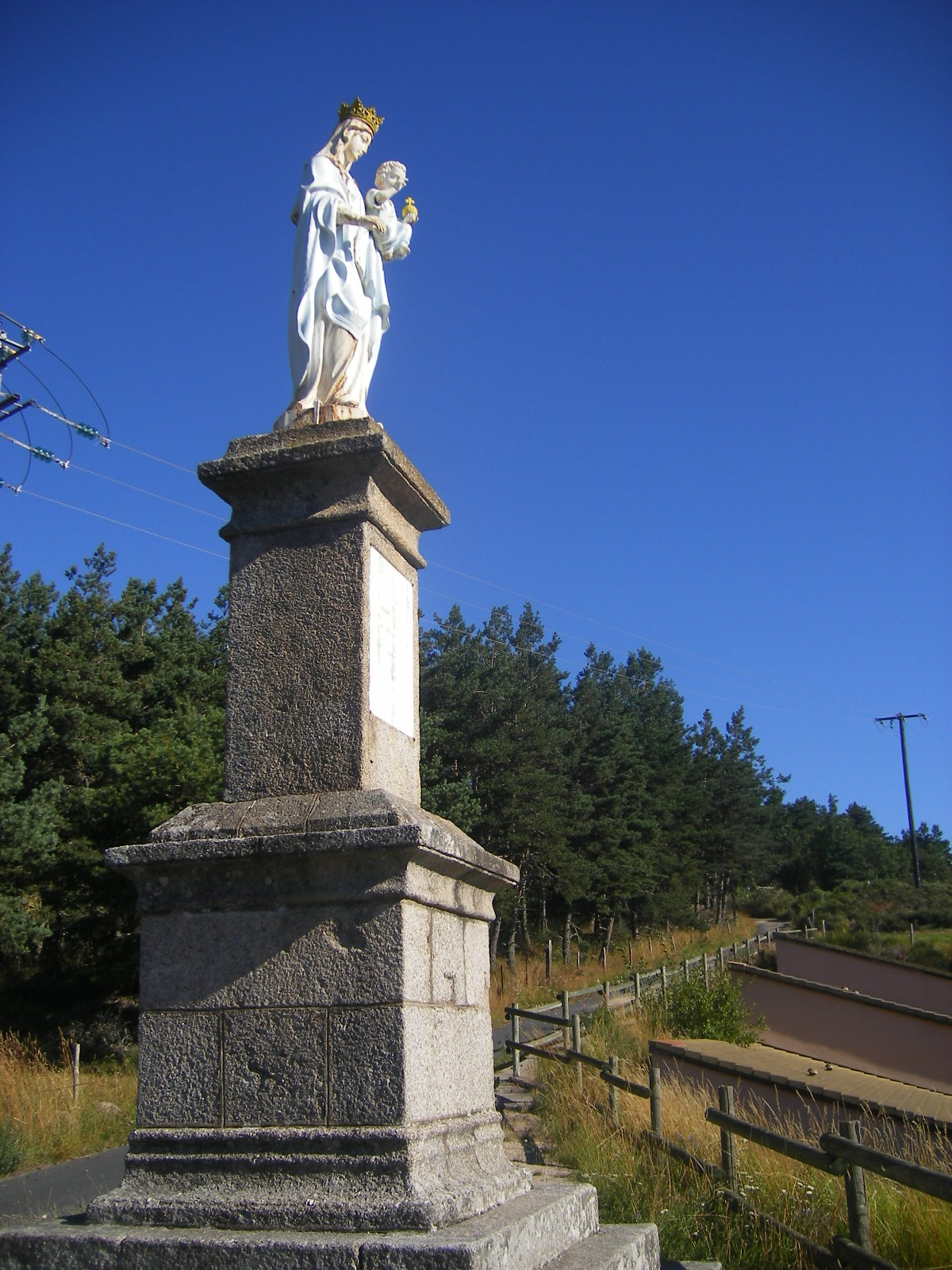
Szűz Mária-szobor a falu felett
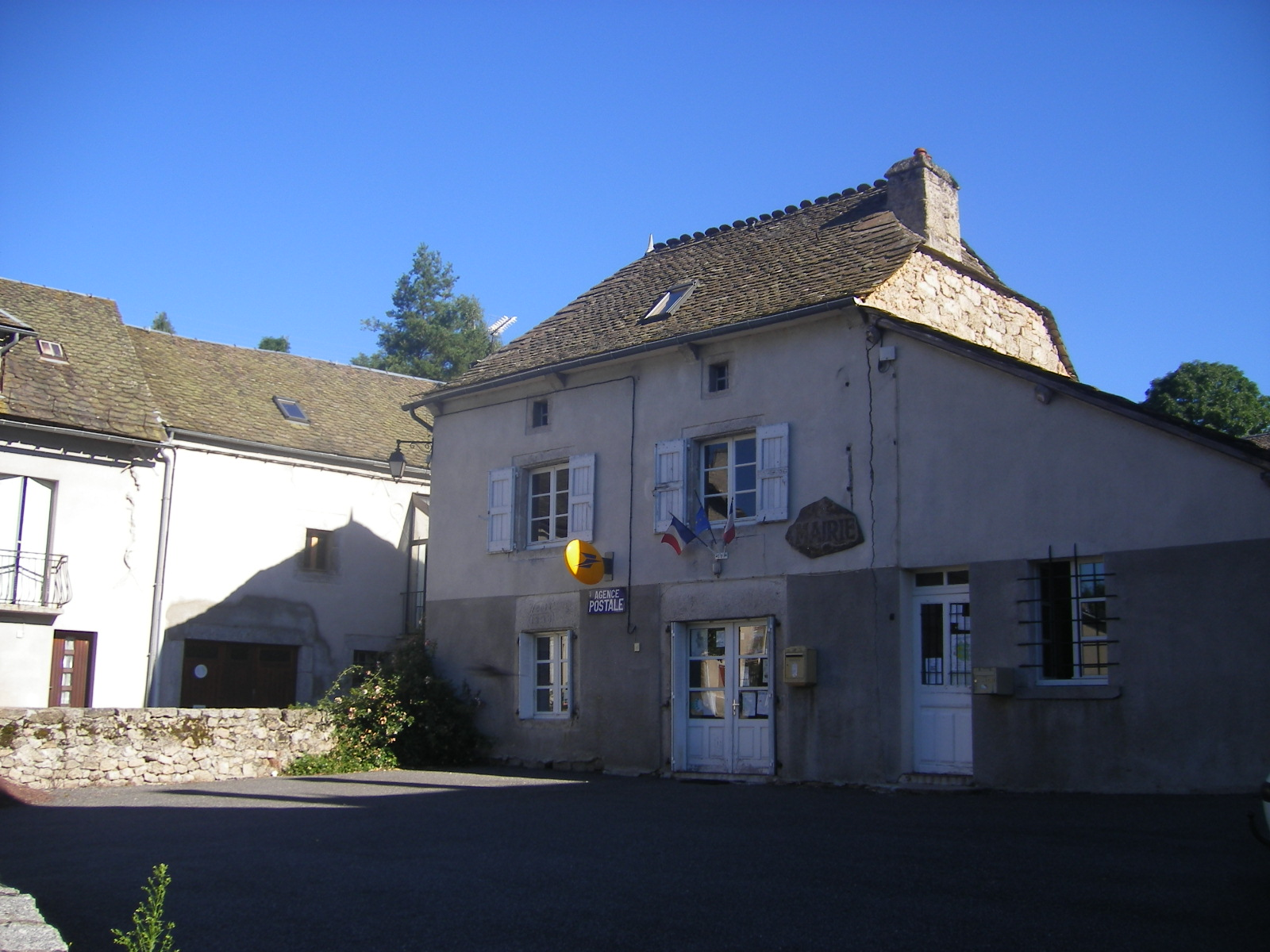
Utcakép
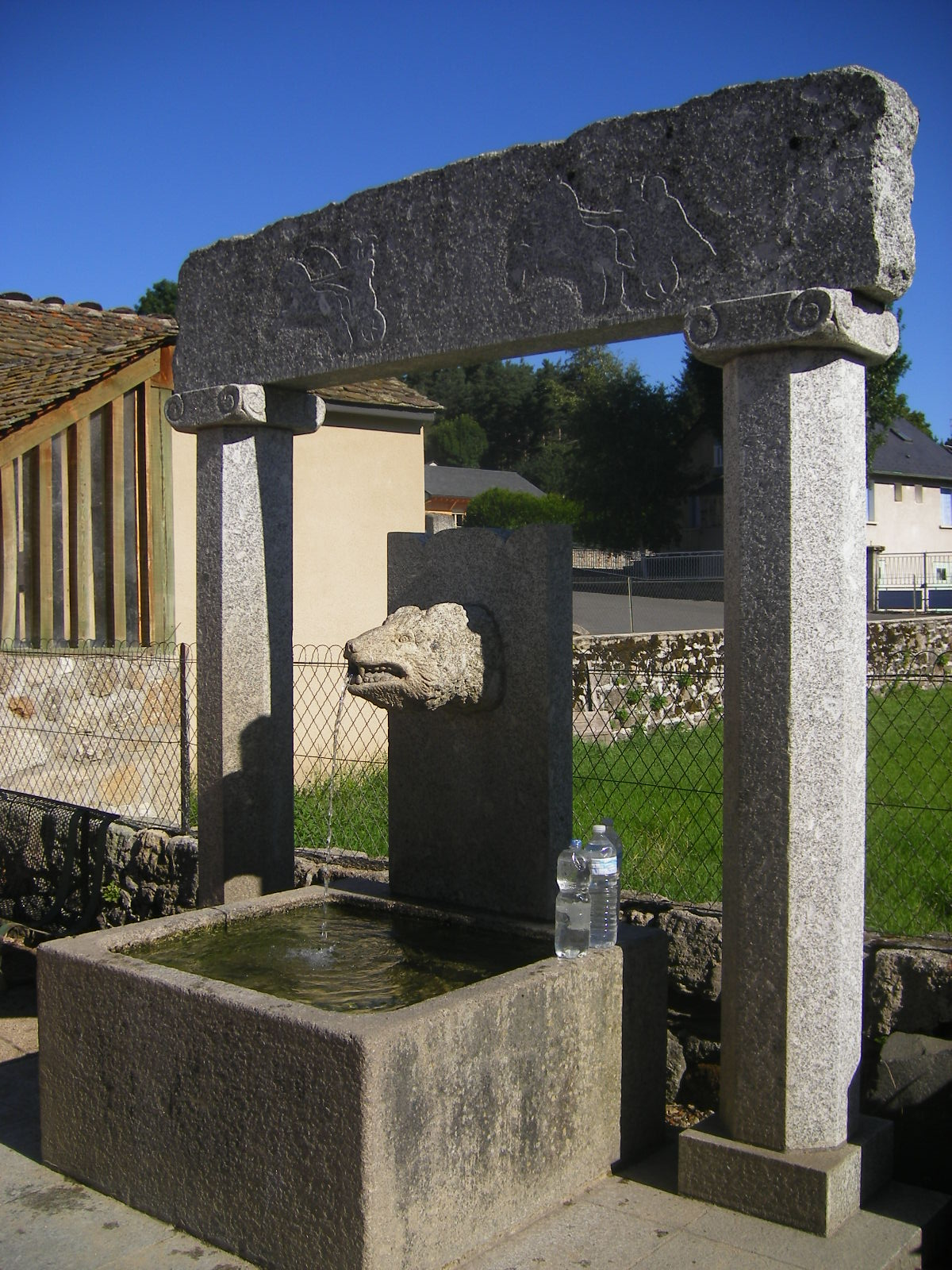
Ivókút a gévaudani fenevaddal
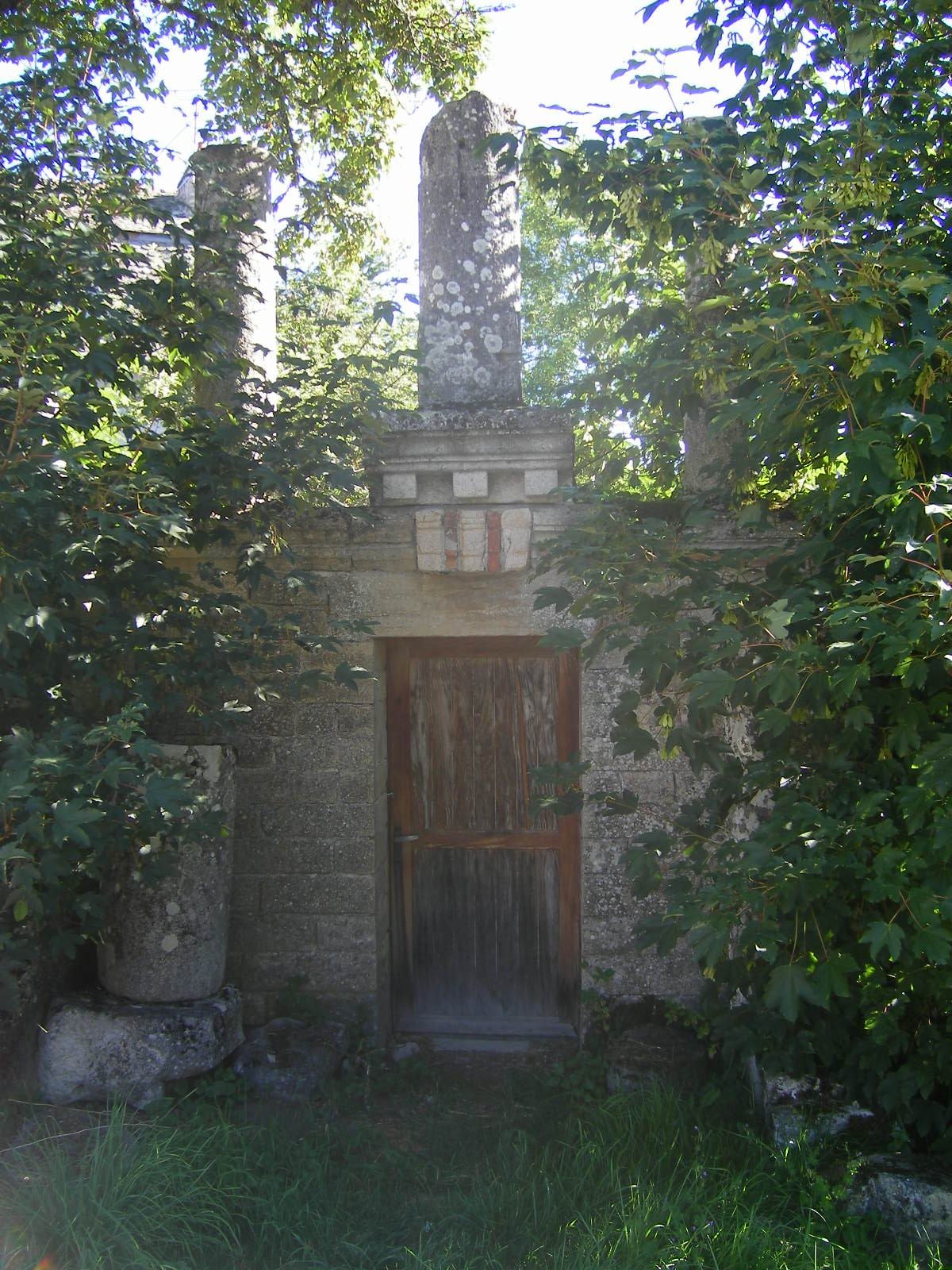
Római mauzóleum romjai
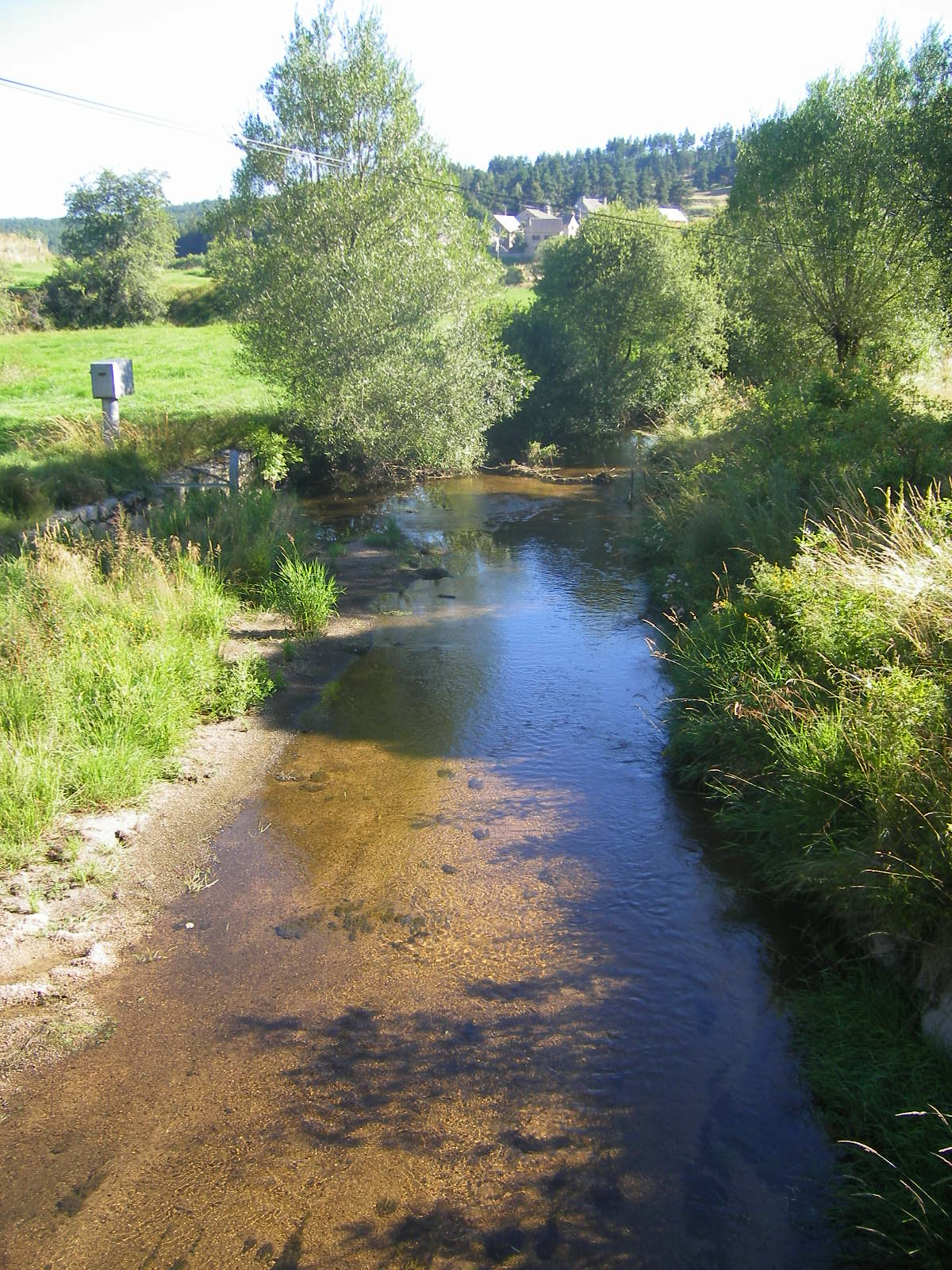
A Triboulin patak
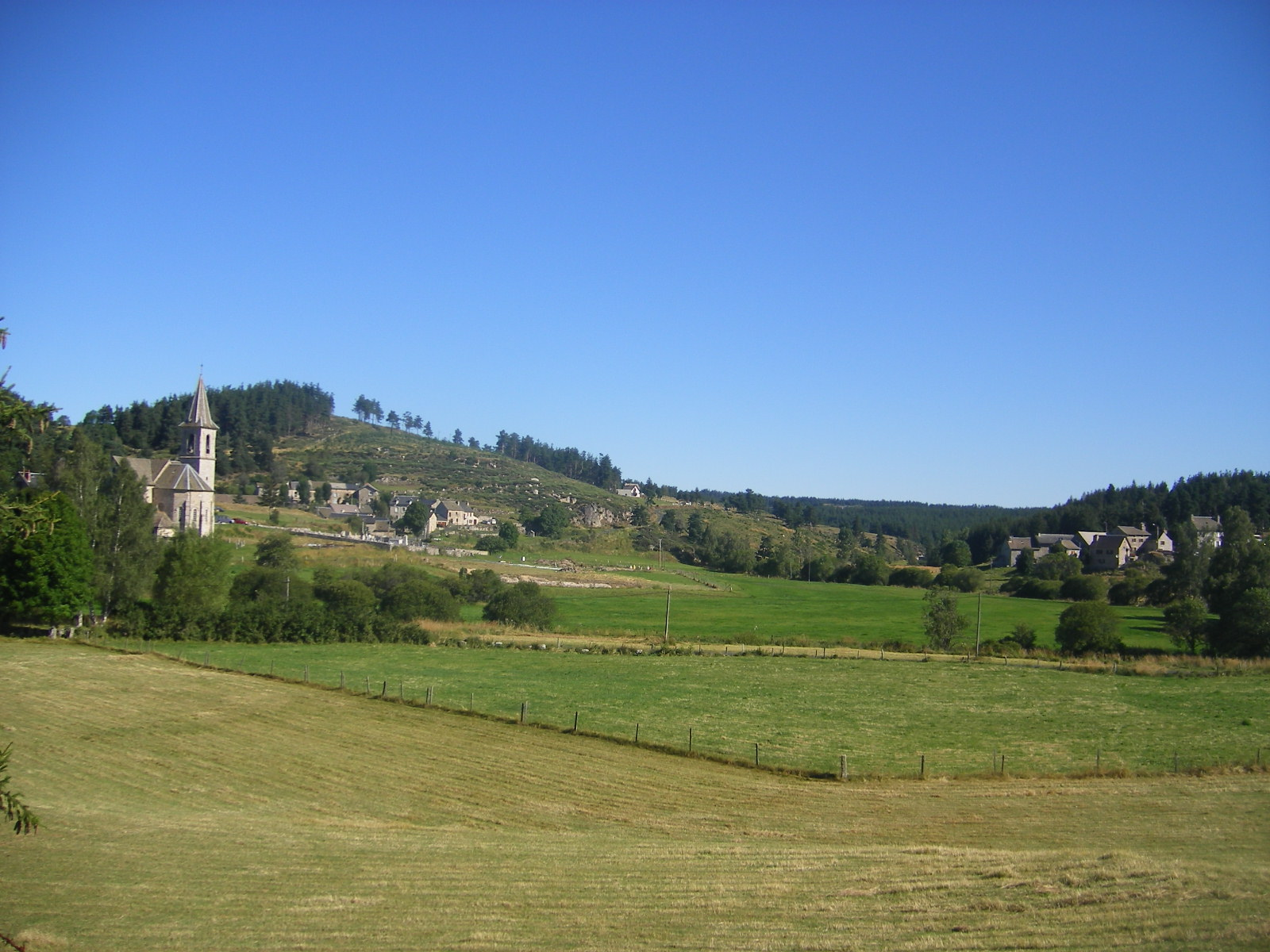
A falu látképe
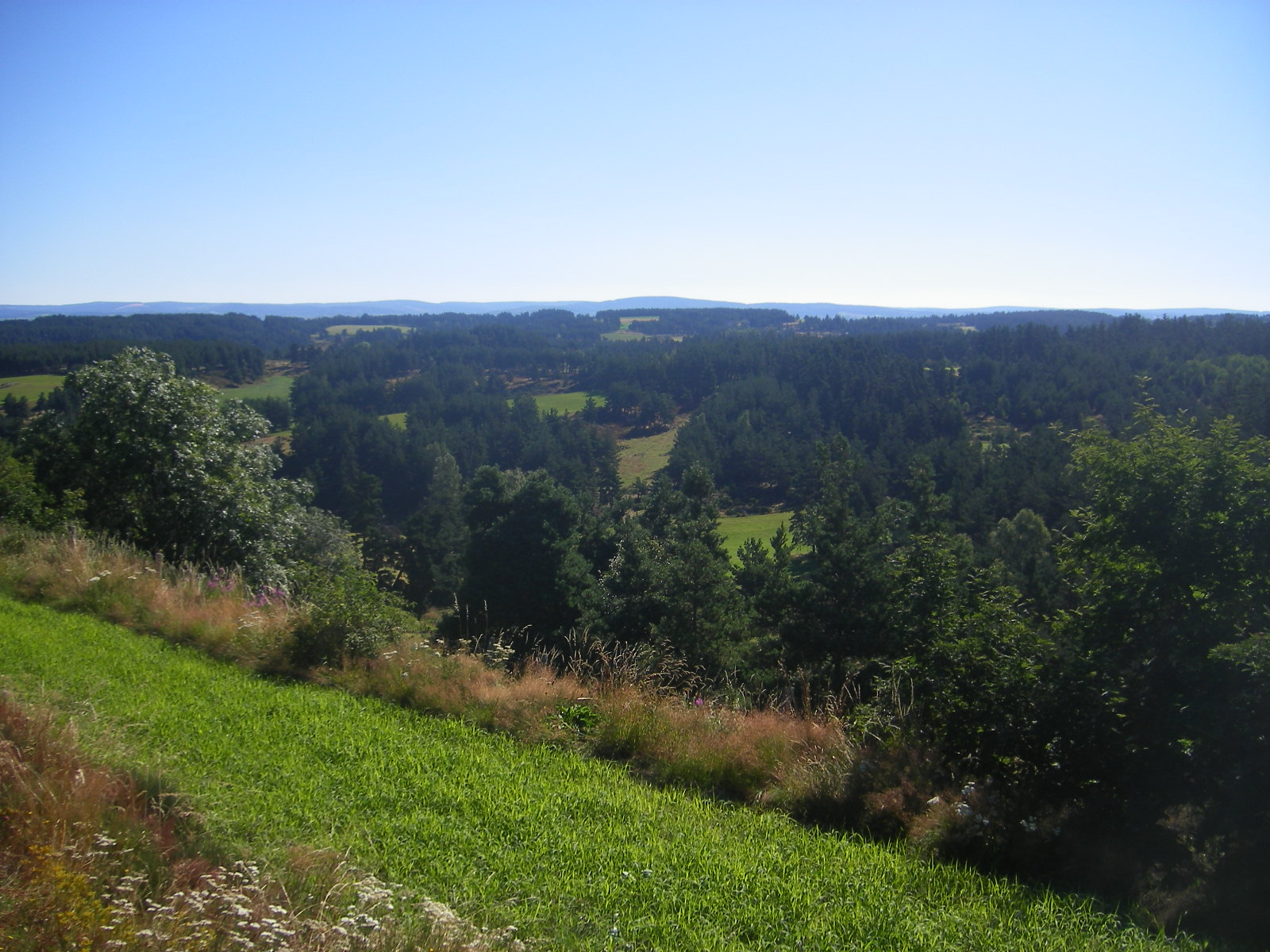
Táj Javolstól délre
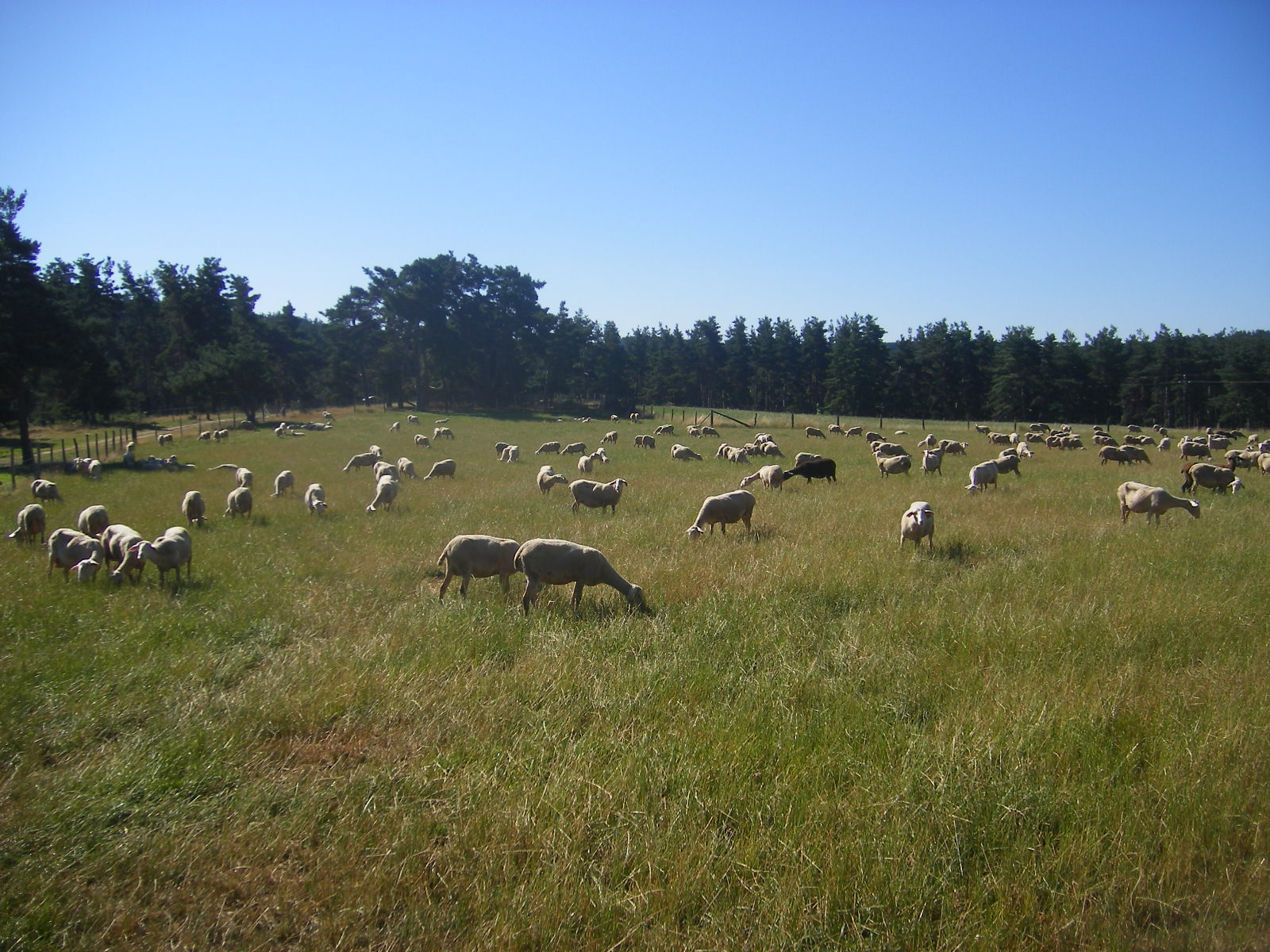
Táj Javolstól délre

## Kapcsolódó szócikk
- Lozère megye községei

## Külső hivatkozások
- Javols honlapja
- A javolsi régészeti múzeum honlapja